# La Bastida del Vèrn
La Bastida del Vèrn (en francès Labastide-du-Vert) és un municipi francès situat al departament de l'Òlt i a la regió d'Occitània.
El municipi té la Bastida del Vèrn com a capital administrativa, i també compta amb l'agregat de Sals.

## Demografia
| 1962                                       | 1968 | 1975 | 1982 | 1990 | 1999 | 2006 |
| ------------------------------------------ | ---- | ---- | ---- | ---- | ---- | ---- |
| 164                                        | 193  | 185  | 181  | 191  | 215  | 226  |
| Des de 1962: població sense dobles comptes |      |      |      |      |      |      |

## Administració
| Període | Identitat         | Partit |
| ------- | ----------------- | ------ |
| 2001-   | Jean-Pierre Labro | PS     |